# Đừng làm mẹ cáu
Đừng làm mẹ cáu là một bộ phim truyền hình được thực hiện bởi Trung tâm Phim truyền hình Việt Nam, Đài Truyền hình Việt Nam do Vũ Minh Trí làm đạo diễn. Phim phát sóng vào lúc 21h40 thứ 5, 6 hàng tuần bắt đầu từ ngày 1 tháng 12 năm 2022 và kết thúc vào ngày 3 tháng 3 năm 2023 trên kênh VTV3.

## Nội dung
Đừng làm mẹ cáu kể về Hạnh (Quỳnh Kool) - cô gái 18 tuổi chuẩn bị bước chân vào đại học. Biến cố ập đến khi người chị không cùng huyết thống của Hạnh gặp tai nạn và qua đời, khiến cô không những mất nhà cửa mà còn phải nhận nuôi một đứa trẻ vừa mới lọt lòng của chị mình. Hạnh bắt đầu cuộc sống của một người mẹ đơn thân, không có sữa, không có tiền, không nhà cửa, không nghề nghiệp và không có kinh nghiệm nuôi con. Cô hoảng loạn, sợ hãi, thậm chí đã có lúc muốn bỏ rơi đứa bé... Nhưng Happy (Nguyễn Ngọc An Nhiên) - cô con gái cá tính, thông minh bắt đầu lớn dần và trở thành nguồn vui, niềm an ủi với Hạnh. Tuy rằng, cũng chính vì sự bướng bỉnh, hay lý sự của Happy đôi khi khiến Hạnh cáu.

## Diễn viên

### Diễn viên chính
- Quỳnh Kool trong vai Minh Hạnh
- Nhan Phúc Vinh trong vai Đức Quân
- Quỳnh Lương trong vai  Hải Vy
- Bình An trong vai Nguyên Khôi (Khoa)
- Nguyễn Ngọc An Nhiên trong vai bé Hạnh An (Happy)
- Phạm Tuấn Phong trong vai bé Nguyên Anh (Voi)

### Diễn viên phụ
- Nguyệt Hằng trong vai Bà Vân
- Nguyễn Thanh Bình trong vai Ông Minh
- Thanh Tú trong vai Bà Kim
- Anh Đức trong vai Thêu
- Thanh Hương trong vai May
- Quang Trọng trong vai Trung
- Hương Giang trong vai Mai Anh
- Ngô Mai Phương trong vai Yến
- Vương Trọng Trí trong vai Phú
- Thu An trong vai Bà Phượng
- Hoàng Khải trong vai Ông Quảng
- Mạnh Quân trong vai Dũng
- Lê Hoàng Long trong vai Long
- Lê Tuấn Thành trong vai Minh
- Thương Cin trong vai Xuân
- Lan Anh trong vai Bình
- Lương Ngọc Dung trong vai Bà Kim lúc trẻ
- Phạm Hồng trong vai Cô giáo của Happy và Voi
- Thảo Nhi trong vai Phương Anh
- Phạm Minh Nguyệt trong vai Bà Tâm
- Hán Huy Bách trong vai Viễn
- Cù Thị Trà trong vai Bồ của Khôi
- Trần Bảo Nam trong vai Đức Quân lúc nhỏ

Cùng một số diễn viên khác....

## Sản xuất
Đừng làm mẹ cáu do Vũ Minh Trí làm đạo diễn, kịch bản được thực hiện bởi Thu Thủy và Diệu Thúy. Đây là bộ phim kể về những phụ nữ bất đắc dĩ làm mẹ khi tuổi đời còn trẻ, dần học cách trưởng thành và yêu thương khi chăm sóc trẻ.
Quỳnh Kool, Nhan Phúc Vinh, Quỳnh Lương và Bình An lần lượt đóng vai chính trong bộ phim. Ngoài ra, bộ phim có sự góp mặt của hai diễn viên nhí là bé An Nhiên và bé Tuấn Phong. Đây là tác phẩm thứ ba của bé Tuấn Phong sau hai bộ phim trước đó là Thông gia ngõ hẹp và Thương ngày nắng về, đồng thời là vai diễn đầu tay của bé An Nhiên trên màn ảnh nhỏ.
Buổi họp báo được tổ chức vào ngày 25 tháng 11 năm 2022, tác phẩm chính thức lên sóng vào ngày 1 tháng 12 cùng năm vào lúc 21h40 thứ 5 và thứ 6 hàng tuần trên kênh VTV3, với tổng số tập là 25.

## Nhạc phim
- Đừng làm mẹ cáu

Sáng tác: Trần Quang Duy
Thể hiện: Ngọc Anh Thư
- Con là tình yêu

Sáng tác: Trần Quang Duy
Thể hiện: Ngọc Anh Thư
- Happy in love (tiếng Việt: Hạnh phúc trong tình yêu)

Sáng tác: Trần Quang Duy
Thể hiện: Minh Vương M4U - Ngọc Anh Thư
- Câu chuyện tình yêu

Sáng tác: Trần Quang Duy
Thể hiện: Lâm Bảo Ngọc

## Giải thưởng
| Năm  | Giải thưởng    | Hạng mục                    | (Người) đề cử  | Kết quả   | Tham khảo |
| ---- | -------------- | --------------------------- | -------------- | --------- | --------- |
| 2023 | Giải Cánh diều | Phim truyện truyền hình     | —              | Bằng khen | [ 5 ]     |
| 2023 | Giải Cánh diều | Nữ diễn viên chính xuất sắc | Quỳnh Kool     | Đoạt giải | [ 5 ]     |
| 2023 | Ấn tượng VTV   | Diễn viên nam Ấn tượng      | Nhan Phúc Vinh | Đoạt giải | [ 6 ]     |
| 2023 | Ấn tượng VTV   | Phim truyền hình ấn tượng   | —              | Đề cử     |           |